# Rineloricaria reisi
Rineloricaria reisi es una especie de peces de la familia Loricariidae en el orden de los Siluriformes.

## Morfología
Los machos pueden llegar alcanzar los 19,8 cm de longitud total.

## Distribución geográfica
Se encuentra en la cuenca del río Uruguay en Brasil.